# Tibužde
Tibužde (izvirno srbsko Тибужде) je naselje v Srbiji, ki upravno spada pod Mesto Vranje; slednja pa je del Pčinjskega upravnega okraja.

## Demografija
V naselju živi 930 polnoletnih prebivalcev, pri čemer je njihova povprečna starost 35,1 let (34,2 pri moških in 36,1 pri ženskah). Naselje ima 342 gospodinjstev, pri čemer je povprečno število članov na gospodinjstvo 3,63.
To naselje je, glede na rezultate popisa iz leta 2002, večinoma srbsko.
|  |

| Demografija | Demografija     | Demografija     |
| Leto        | Št. prebivalcev | Št. prebivalcev |
| ----------- | --------------- | --------------- |
|             |                 |                 |
|             |                 |                 |
|             |                 |                 |
|             |                 |                 |
| 1948        | 991             |                 |
| 1953        | 1000            |                 |
| 1961        | 995             |                 |
| 1971        | 963             |                 |
| 1981        | 1021            |                 |
| 1991        | 1291            | 1289            |
| 2002        | 1284            | 1243            |
|             |                 |                 |

| Etnična sestava po popisu iz leta 2002 | Etnična sestava po popisu iz leta 2002 | Etnična sestava po popisu iz leta 2002 | Etnična sestava po popisu iz leta 2002 | Etnična sestava po popisu iz leta 2002 |
| -------------------------------------- | -------------------------------------- | -------------------------------------- | -------------------------------------- | -------------------------------------- |
| Srbi                                   | Srbi                                   |                                        | 1.239                                  | 99,67%                                 |
| Makedonci                              | Makedonci                              |                                        | 2                                      | 0,16%                                  |
| Bolgari                                | Bolgari                                |                                        | 2                                      | 0,16%                                  |
| Neznano                                | Neznano                                |                                        | 0                                      | 0,0%                                   |